# Konrad I. (Ostfrankenreich)

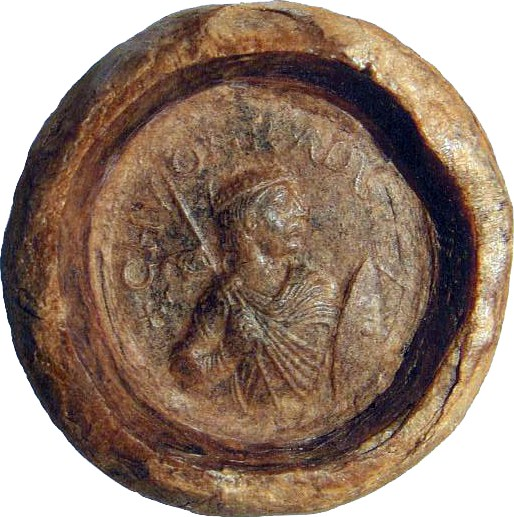
Siegel König Konrads I.

Konrad I. (* um 881; † 23. Dezember 918 in Weilburg) war ab 906 Herzog von Franken und von 911 bis 918 König des Ostfrankenreichs.
Adelsfehden zwischen den mächtigen Aristokratenfamilien um die Vorherrschaft in den einzelnen Stammesgebieten des ostfränkischen Reiches, die wiederholten Ungarneinfälle und die Schwäche des karolingischen Königtums führten zur Etablierung regionaler Mittelgewalten, der späteren Herzogtümer. In diese Zeit fiel der Aufstieg Konrads, der selbst ein Repräsentant dieser aufsteigenden Regionen und zugleich am Regiment des ostfränkischen Karolingers Ludwig des Kindes beteiligt war. Als König versuchte Konrad, sich der drohenden Auflösung des Reichsverbandes entgegenzustellen und die Herrschaft wieder im ganzen Reich auszuüben. Seine siebenjährige Regierungszeit ist daher hauptsächlich durch die Konflikte mit den ostfränkischen Herzögen (duces) der einzelnen Teilreiche und durch die Ungarneinfälle geprägt. Konrads Herrschaft bildete den Übergang von den Karolingern zu den Ottonen, da es ihm nicht gelang, eine neue Königsdynastie zu begründen. Er führte die Herrschaftspraxis der Karolinger fort.
Seine Zeit gehört zu den quellenärmsten des gesamten Mittelalters. Während die Jahrzehnte später verfassten ottonischen Geschichtswerke Konrad noch positive Eigenschaften zuweisen, gilt er in der Forschung oftmals mit seiner ganzen Regierungszeit als gescheitert. Lange Zeit wurde die Königswahl Konrads als Beginn der deutschen Geschichte angesehen. Erst jüngst setzte sich die Auffassung durch, dass das Deutsche Reich nicht in einem Akt, sondern in einem lang dauernden Prozess entstanden sei. Gleichwohl wird Konrad als wichtiger Akteur in dieser Entwicklung angesehen.

## Leben bis zum Herrschaftsantritt

### Herkunft und Familie
Konrad entstammte dem seit Mitte des 9. Jahrhunderts nachweisbaren fränkischen Geschlecht der Konradiner. Er war durch treuen Königsdienst unter Kaiser Arnulf aufgestiegen und verfügte über umfangreiche grundherrliche Besitzungen am Mittelrhein und in Mainfranken. Die konradinische Kernlandschaft des Rhein-Lahn-Main-Gebiets ergänzten Grafschaften in der Wetterau, im Lahn- und Niddagau sowie Hausstifte in Limburg, Weilburg und Wetzlar, den Randzonen des späteren Oberhessens.
Konrads Vater, der um 855 geborene Konrad der Ältere, war Graf im Hessengau, im Wormsfeld und im mainfränkischen Gozfeld. Er heiratete Glismut, eine uneheliche Tochter des Kaisers Arnulf von Kärnten. Konrad der Ältere hatte drei Brüder: Gebhard, der Graf im Rheingau und in der Wetterau war, Eberhard, Graf des Oberlahngaus, und Rudolf. Rudolf war seit 892 Bischof von Würzburg, Gebhard seit 903 zudem Herzog in Lothringen.
Die Schwäche der Königsherrschaft unter dem letzten karolingischen Herrscher im Ostfrankenreich, Ludwig dem Kind, und die Unklarheit der Machtverhältnisse führten zu weit ausgreifenden Fehden, die zudem von verheerenden Einfällen der Ungarn unterbrochen wurden. Während dieser Einfälle verloren die Onkel des späteren Königs Konrad, Rudolf und Gebhard (908 und 910), ihr Leben.
Der Aufstieg der Konradiner im Ostfrankenreich und ihr territoriales Ausgreifen blieben nicht ohne Widerstand der anderen Großen. Bereits 897 war in Franken zwischen den beiden führenden Adelsfamilien, den Konradinern und den Babenbergern, eine lange Fehde ausgebrochen, bei der es um die Abgrenzung der Machtsphären in diesem Reichsteil ging. Eberhard, der Onkel Konrads, kam 902 in den Kämpfen ums Leben. Die durch einen Lothringerfeldzug geschwächte Konradinermacht nutzte 906 der Babenberger Adalbert zu einem Kriegszug, in dessen Verlauf Konrads Vater in der Schlacht bei Fritzlar im Kampf gegen Adalbert fiel. Die Reichsregierung unterstützte in der Fehde jedoch die Konradiner und wendete so das Blatt. Auf Betreiben des ostfränkischen Königs wurde Adalbert gefangen genommen und enthauptet. Die noch im selben Jahr zu Gunsten der Konradiner beendete Fehde führte zu erheblichen Verschiebungen der Kräfteverhältnisse: Die Konradiner errangen die unangefochtene Vormachtstellung in ganz Franken.
Die konradinische Dominanz am Hof und der Ausgang der Babenberger Fehde kosteten auch die Liudolfinger, die Verwandtschaftsbeziehungen zu den unterlegenen Babenbergern gepflegt hatten, die Nähe zum König, die sie noch zur Zeit Arnulfs besessen hatten. Dies bedeutete aber auch, dass der Einfluss des Königs in Sachsen und Thüringen schwand, und damit auch der der Konradiner. Nicht ein einziges Mal ist ein Aufenthalt des sehr jungen Königs Ludwig in Sachsen nachweisbar.
Bei ihrem Versuch, auch in Lothringen die Führungspositionen an sich zu reißen, stießen die Konradiner zudem auf den Widerstand der Matfriede, einer der mächtigsten Adelsfamilien dieses Raums. Als die Matfriede dabei in Lothringen die Abteien der Konradiner besetzten, zog Konrad 906 erfolgreich gegen sie zu Felde.
Konrad hatte drei Brüder, den etwa vier Jahre jüngeren Eberhard von Franken, Burchard und Otto. Noch 904 und 910 ist Konrad als (Laien)-Abt in Kaiserswerth bezeugt. In einer Urkunde wird er jedoch 910 als dux tituliert. Der Titel könnte auf eine Herzogswürde deuten oder der ehrenden Hervorhebung des zu dieser Zeit im Reich konkurrenzlos mächtigen Konradiners dienen, der durch den Tod seiner Onkel und seines Vaters zum Familienoberhaupt der Konradiner aufgestiegen war. Seit 909 waren es unter den weltlichen Herren nur noch die Konradiner, die in den Urkunden Ludwig des Kindes intervenierten.

### Der Königsnachfolger
Lothringen, das einstige Kernland der Karolinger, stand mit Ludwigs Halbbruder Zwentibold unter eigener Herrschaft. Dadurch konnte Franken unter den Herrschern Arnulf und Ludwig dem Kind zum Kernraum eines zunehmend eigenständigen Ostreichs werden. Hier bildeten die Konradiner, insbesondere nach dem Ausschluss der Babenberger, die bei weitem stärkste Macht. Beim Tod des erbenlosen ostfränkischen Karolingers Ludwig im September 911 waren sie für die zu erwartenden Nachfolgekämpfe gut gerüstet.
Doch nicht nur militärisch und im Rahmen der Prestigekämpfe unter den Großen des Reiches hatten die Konradiner ihre Stellung ausgebaut, sondern auch auf der Ebene der Legitimation. Dabei spielte die Verwandtschaft mit den Karolingern eine nicht unerhebliche Rolle. Konrad war dies wohl bewusst. Seit 908 tritt er in fast jeder zweiten überlieferten Urkunde als Intervenient auf. Dabei wird er meist als Blutsverwandter, consanguineus, des Königs hervorgehoben, Ludwig wiederum nennt Konrad darin seinen nepos. Konrad besetzte damit frühzeitig die Position eines secundus a rege, eines Zweiten nach dem König. Der Übergang der Herrschaft auf Konrad erfolgte damit keineswegs überraschend, wie die spätere Darstellung Widukinds suggeriert, der Konrad als Verlegenheitskandidaten darstellt.
Auch weitere Faktoren begünstigten die Wahl Konrads. Der einzige noch lebende Karolinger, der westfränkische König Karl III. („der Einfältige“), war für die Adelsfamilien des Ostreiches kein diskutabler Kandidat. Gegen ihn sprachen seine politische Schwäche und seine militärische Erfolglosigkeit. Die Karolinger waren nicht mehr in der Lage, die auseinanderstrebenden Reichsteile zusammenzuhalten, einzig die Großen Lothringens neigten Karl zu.
Auch die Spitzen der Adelsgeschlechter des Ostreichs schieden für die Königsnachfolge aus. Otto der Erlauchte, das Haupt der sächsischen Liudolfinger, trat in nur zwei Königsurkunden als Intervenient auf und stand zudem dem Königshof eher fern. Luitpold aus dem Adelsgeschlecht der bairischen Luitpoldinger wurde zwar von Ludwig in seinen Urkunden ebenfalls als nepos oder noch häufiger als propinquus noster (unser Verwandter) bezeichnet. Allerdings beschränkte sich seine Nähe zum Königshof auf dessen Aufenthalte in Bayern. Entscheidend aber war, dass Luitpold 907 bei einem Ungarnfeldzug fiel und sein Sohn Arnulf für die Königsnachfolge noch zu jung war.
Konrads Aufstieg zum ostfränkischen Königtum beruhte ganz wesentlich auf der Machtposition, die sich seine Vorfahren im Reich erstritten hatten. Nach dem Tod seines Vaters war er, nach dem Zeugnis der Interventionen in Königsurkunden, zum beherrschenden weltlichen Berater am Königshof Ludwigs des Kindes aufgestiegen. Zur überragenden Stellung der Konradiner trugen auch die ausgezeichneten Kontakte zu den anderen Mitgliedern des Regentenkreises bei, wie zu Erzbischof Hatto von Mainz oder zu den Bischöfen Adalbero von Augsburg und Salomo von Konstanz.
Nachdem Ludwig das Kind am 24. September 911 verstorben war, wählten gut sechs Wochen später, am 10. November, im fränkischen Forchheim Sachsen, Alemannen und Bayern den Franken Konrad zum König. Mit der Entscheidung für Forchheim stellten sich die Großen und der neue König in die ostfränkische Reichstradition. Der wohl wichtigste Fürsprecher dieser Wahl war Erzbischof Hatto von Mainz, der bedeutendste geistliche Amtsträger im ostfränkischen Reich. Auch Salomo von Konstanz, der die Schwäche des Kindkönigs Ludwig beklagt hatte, dürfte zu Konrads Förderern gehört haben. Nicht beteiligt waren jedoch die Lothringer, die den westfränkischen König Karl den Einfältigen als ihren Herrn anerkannten.

## Der ostfränkische König

### Die Ausgangssituation
Konrad trat seine Herrschaft unter äußerst schwierigen Voraussetzungen an. Bereits seit Jahrzehnten litt das Reich unter den Plünderzügen von äußeren Feinden. Zwar war die Normannengefahr gegen Ende des 9. Jahrhunderts abgeflaut, und auch die Sarazenen stellten keine Gefahr mehr dar, doch bedrohten von nun an die Ungarn das Reich. Anders als die Normannen zogen die Ungarn nicht über die See oder Flüsse, was Präventionsmaßnahmen ermöglicht hätte, sondern über das offene Land. Zudem waren sie in ihren Bewegungen wesentlich schneller und nicht an vorgegebene Routen gebunden. Nach der katastrophalen Niederlage der Bayern unter Führung Luitpolds in der Schlacht von Pressburg am 4. Juli 907 zogen die Ungarn im Jahr 909 nach Alemannien, was König Ludwig dazu veranlasst haben könnte, nach Sachsen und Thüringen auch diese Region zu meiden und sich fortan ausschließlich in Franken aufzuhalten. 910 wurde auch ein Reichsheer unter der persönlichen Führung von Ludwig dem Kind auf dem Lechfeld bei Augsburg besiegt. Als Ludwigs Herrschaft mit seinem Tod 911 endete, war das Reich den ungarischen Beutezügen nahezu schutzlos ausgeliefert.
Im Inneren des Reiches hatte die königliche Zentralmacht durch Thronstreitigkeiten innerhalb der Herrscherdynastie der Karolinger sowie durch minderjährige und schwache Könige an Ansehen verloren. Fünf Könige zwischen 876 und 911 konnten keine wirksame Königsmacht aufrechterhalten. Ihre Befehle drangen nicht mehr bis in alle Reichsteile durch. Die Ungarneinfälle verstärkten die Desintegration. Unter Luitpolds Nachfolger Arnulf, der vorrangig bedacht war, seine Stellung in Bayern zu festigen, waren die Beziehungen zum Reich nahezu zum Stillstand gekommen. Verstärkt wurde dieser Entfremdungsprozess am Königshof noch durch die Förderung der konradinischen Dominanz und die mangelnde Kooperation und Integration der regionalen Machthaber. In den einzelnen Stammesgebieten kämpften mächtige Adelsfamilien um die Vorherrschaft oder die Regenten versuchten, ihre Stellung zu befestigen und abzusichern. Den Konradinern gelang es zudem, die räumliche Einengung des Hofes auf Franken durchzusetzen. Dies führte schließlich auch in Alemannien zu Aufständen. Die Bayern verfolgten einen Separationskurs, die Liudolfinger in Sachsen hatten sich weit vom Hof entfernt, Lothringen schloss sich Westfranken an.

### Karolingische Kontinuität
Konrad versuchte, die karolingische Herrschaftspraxis fortzuführen und seine Herrschaft in die Tradition des karolingischen Königtums zu stellen. Besonders deutlich zeigte sich dies in den königlichen Urkunden und bei der Organisation der Hofkapelle einschließlich der zu dieser Institution gehörenden Kanzlei. Aus der Kanzlei Ludwigs des Kindes wurden die Notare übernommen. An der Spitze von Kanzlei und Kapelle blieb der Konstanzer Bischof Salomon, der diese Aufgaben schon zu Zeiten Ludwigs versehen hatte. In seinen Urkunden erhielt Konrad das Andenken (memoria) an die Karolinger aufrecht. Gleich in seiner ersten Urkunde nahm er seine Vorgänger in das Gedächtnis auf. Vielfach bestätigte Konrad ihre Schenkungen und Verleihungen. In seiner Beurkundungspraxis wurden oft die Klöster und Bistümer, die auch schon sein Vorgänger bedacht hatte, privilegiert. Als Stifter wandte er sich nahezu ausschließlich an Personengruppen, die bereits seine Vorgänger im ostfränkischen Königsamt zu Treuhändern und Destinatären bestimmt hatten. In Eichstätt und St. Gallen knüpfte Konrad an Stiftungen Ludwigs des Kindes bzw. Karls III. an. Für Fulda, Lorsch und Regensburg sind ebenfalls zahlreiche Stiftungsurkunden karolingischer Herrscher überliefert. Die Stiftungen dienten vor allem dem Seelenheil und der Memoria. Die Kontinuität wird ebenfalls in den legitimierenden Hoheitszeichen betont. Das Siegel seines Vorgängers, das den Herrscher bildnishaft mit Schild, Fahnenlanze und Diadem als kampfbereiten oder von Gott mit dem Sieg bedachten Heerführer zeigt, übernahm auch Konrad. Zudem verbündete er sich in karolingischer Tradition mit der Kirche, um die aufstrebenden fürstlichen Mittelgewalten zu bekämpfen.

### Herrschaftsantritt
Am Beginn seiner Herrschaft empfing Konrad wahrscheinlich durch Erzbischof Hatto von Mainz die Salbung, die schon bei den Karolingern ein wichtiges Element der Legitimation gewesen war. Nach den Urkunden und Aktivitäten des ersten Regierungsjahres trat Konrad die Herrschaft aus einer relativ gefestigten Position an. Die hohe Akzeptanz der Intervenienten in den ersten beiden Regierungsjahren belegt sowohl eine breite Akzeptanz seiner Herrschaft als auch eine Beteiligung der Großen an der Regierung.
Als eine seiner ersten Handlungen führte Konrad gleich nach seiner Wahl einen Umritt über Schwaben und Franken an die Grenzen Bayerns und nach Lothringen durch. Als erster König seit Ludwig dem Deutschen und Arnulf von Kärnten betrat er wieder Sachsen. Mit dem Umritt beabsichtigte Konrad, die königliche Herrschaft wieder in allen Gebieten des Reiches auszuüben. Eine seiner ersten Reisen führte ihn dabei ins südliche Schwaben zu Bischof Salomo von Konstanz. In Konstanz feierte Konrad das erste Weihnachtsfest. Am zweiten Tag brach er mit Salomo zu einem Besuch des Klosters St. Gallen auf. Dort verbrachte er drei unbeschwerte Tage, und er wurde in die Gebetsverbrüderung des Klosters aufgenommen. Der Eintrag im St. Galler Verbrüderungsbuch diente der Sicherung der Memoria, da Konrad über die Fürbitte der Mönche auch Eingang in das himmlische Buch finden würde, in dem Gott die Namen der Gerechten aufschreibe. Im Gegenzug machte Konrad dem Kloster reiche Stiftungen: Silber für jeden Bruder, drei schulfreie Tage für die Kinder zum Spielen, die Ausstattung der Gallusbasilika mit wertvollen Decken und eine Bestätigung der Klosterimmunität. Der Ablauf des Besuchs, die Darstellung Konrads in den Quellen als primus inter pares, das Versprechen der Gebetshilfe und die Darstellung Bischof Salomos als Königsgleicher legen den Abschluss einer amicitia nahe. Dabei handelte es sich um ein System von beeideten Freundschaftsbündnissen als Herrschaftsmittel.

### Der Verlust Lothringens
Bereits der Tod des konradinischen Herzogs Gebhard im Jahr 910 hatte die Stellung der Konradiner in dieser Region entscheidend geschwächt. Wohl im Juli oder August 911 hatten sich große Teile des lothringischen Adels von Ludwig dem Kind und den Konradinern abgewandt. Im Januar 912 erschien König Karl III. in Lothringen und drang sogar bis ins Elsass vor, um den westfränkischen Besitzanspruch geltend zu machen. Er ließ Urkunden ausstellen, die auch konradinisches Gut betrafen. Anfang November erkannten die Lothringer Karl den Einfältigen als König an.
Zur Verteidigung des Herrschaftsanspruchs über Lothringen und die dortigen Besitzungen und Rechte seiner Familie führte Konrad I. in den Jahren 912 und 913 drei Feldzüge. Zunächst gelang es ihm, den Westfranken zurückzudrängen, aber noch im selben Jahr fielen lothringische Große erneut ins Elsass ein und brannten Straßburg nieder. Zwei weitere Feldzüge brachten keinen Erfolg. Obgleich die regionalen Machtverhältnisse kaum von Karl bestimmt wurden, blieb Lothringen seit 913 Konrads Einfluss entzogen. Dies bedeutete einen Verlust an Prestige: Lothringen galt als das traditionsreiche kulturelle und ökonomische Zentrum des einstigen großfränkischen Reiches, da hier die Kaiserstadt Aachen lag. Verloren gingen damit aber auch Machtmittel des Königtums und wichtige Familienpositionen im Westen. Der Verlust der konradinischen Abtei St. Maximin in Trier dürfte als besonders schmerzlich empfunden worden sein.

### Ressourcen- und Personalpolitik

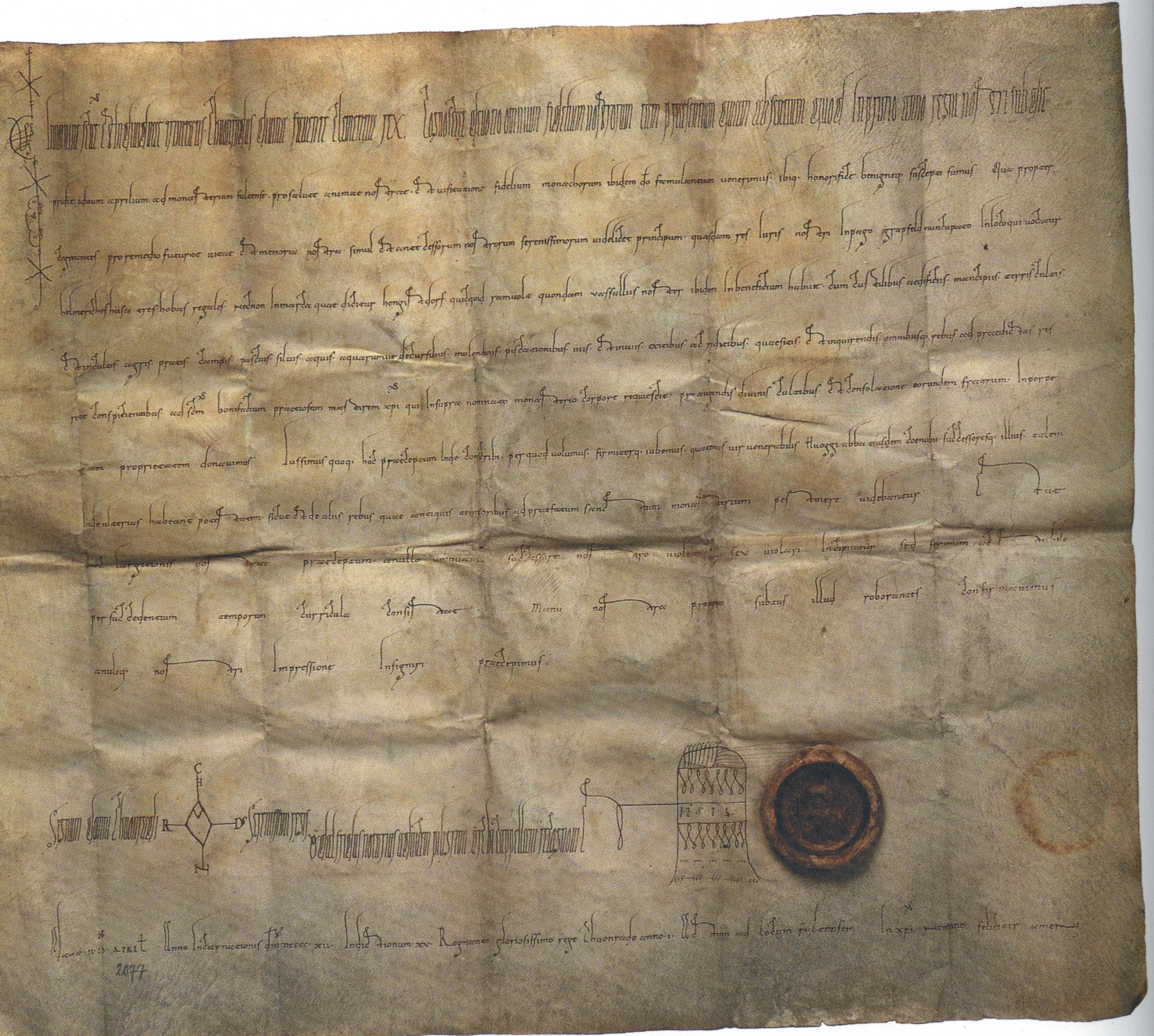
Königsurkunde Konrads I. Schenkung an das Kloster Fulda am 12. April 912.

Durch den Dynastiewechsel mussten die regionalen und lokalen Führungsschichten, zu denen Grafen, Bischöfe, Äbte, die Burgherren und die königlichen Vasallen zählten, ihre Beziehungen zum König neu ausrichten. Von den fünf Kirchenprovinzen des ostfränkischen Reiches wurden nur die Sitze von Mainz, Trier und Bremen frei und konnten neu besetzt werden. Die Kirchenprovinzen Trier und Köln schlossen sich 911 Lothringen an. Im Mai 913 wurde in Mainz Heriger Nachfolger des verstorbenen Erzbischofs Hatto. In Bremen setzte Konrad nach dem Tod der Erzbischöfe Hoger 916 und Reginward 918 nicht den vom Domkapitel gewählten Dompropst Leidgard ein, sondern dessen Kapellan Unni. Den Salzburger Erzbischof Pilgrim I. ernannte er 912 zum Erzkapellan.
Erzbischof Radbod von Trier wurde im Sommer 913 westfränkischer Erzkanzler. Bei seinem Tod am 30. März 915 hatte Konrad keine Möglichkeit, die Wahl des Nachfolgers zu beeinflussen. Der neue Erzbischof Ruotger von Trier verblieb im westfränkischen Reichsverband. Konrads Einflussnahme auf die Besetzung von Bistümern ist völlig unbekannt. In der Auseinandersetzung um Hoheitsrechte zwischen Bischöfen und Grafen wurde Bischof Einhard von Speyer am 12. März 913 in Straßburg erschlagen. Mit der Untersuchung des Mordfalls beauftragte die Synode von Hohenaltheim 916 Bischof Richgowo von Worms. Der Ausgang des Verfahrens ist unbekannt.
Die Bistümer konnten sich Konrads Zugriff also fast vollständig entziehen, und so versuchte der König, zumindest die größeren Königsabteien der Karolinger, die oft unter dem Einfluss bischöflicher Kommendataräbte oder gräflicher Laien standen, wieder als Reichsabteien stärker in seine Verfügungsgewalt zu bekommen. Der Abtei Murbach bestätigte Konrad Wahlrecht, Immunität und Besitzrechte. Von den Klöstern, die er mit 23 Urkunden weit häufiger bedachte als die Bistümer, erhoffte er sich wohl Rückhalt für seine Politik. Konrads besondere Gunst genossen Lorsch, das fünf Urkunden erhielt, sowie das Bistum Würzburg und die Klöster Sankt Emmeram und Fulda, für die je vier Urkunden überliefert sind. Konrad besuchte Lorsch, das sächsische Corvey, die fränkisch-thüringischen bzw. hessischen Klöster Fulda und Hersfeld und das schwäbische St. Gallen. Diesen Klöstern bestätigte er die alten Privilegien der Immunität und freien Abtwahl. Zudem förderte er sie zum Teil mit neuen Zuweisungen. Konrad hielt sich zunächst in St. Gallen (Weihnachten 911) auf, dann folgten Fulda am 12. April 912, Corvey am 3. Februar 913, Lorsch am 22. Juni 913 und Hersfeld am 24. Juni 918. Die Reichsabteien sollten wieder verstärkt zum servitium regis (Königsdienst) herangezogen werden. Die Gastung des königlichen Hofes auf der Durchreise, die personellen und sachlichen Dienstleistungen im Kriegsfall und die politischen Aufgaben des Abtes waren die wichtigsten Aufgaben des Königsdienstes. Die Höhe dieser Lasten ist allerdings mangels Quellen unklar.

### Ungarneinfälle
Gegenüber den Ungarn, die zwischen 912 und 917 mindestens viermal in sein Reich einfielen, blieb Konrad untätig. Der Grund ist unbekannt, jedenfalls waren die regionalen Führer auf sich allein gestellt. Dennoch konnten sie Erfolge erzielen: Nach den Quellen führte nur ein Einfall der Ungarn zu einer Niederlage. 913 wurden sie zunächst von den Alemannen unter Pfalzgraf Erchanger und Graf Odalrich zurückgeschlagen. Herzog Arnulf vernichtete dann am Inn ein Heer fast vollständig. Die Niederlage 913 ging in das kollektive Gedächtnis der Ungarn ein und wurde in ungarischen Chroniken oft mit anderen Niederlagen und Verlusten verbunden.
Ein Sieg über einen äußeren Feind hätte Konrads Ansehen in einer Gesellschaft, die vom Kriegeradel und dessen Werten wie Ehre und Ruhm geprägt war, erheblich stärken können. Nach dem Verlust Lothringens und dem Ausweichen vor den Ungarn begann die Königsherrschaft jedoch bereits 913 rasch an Autorität zu verlieren. Dies führte auch zum offenen Konflikt mit Heinrich in Sachsen, Berthold und Burchhard in Schwaben sowie mit Arnulf in Bayern.

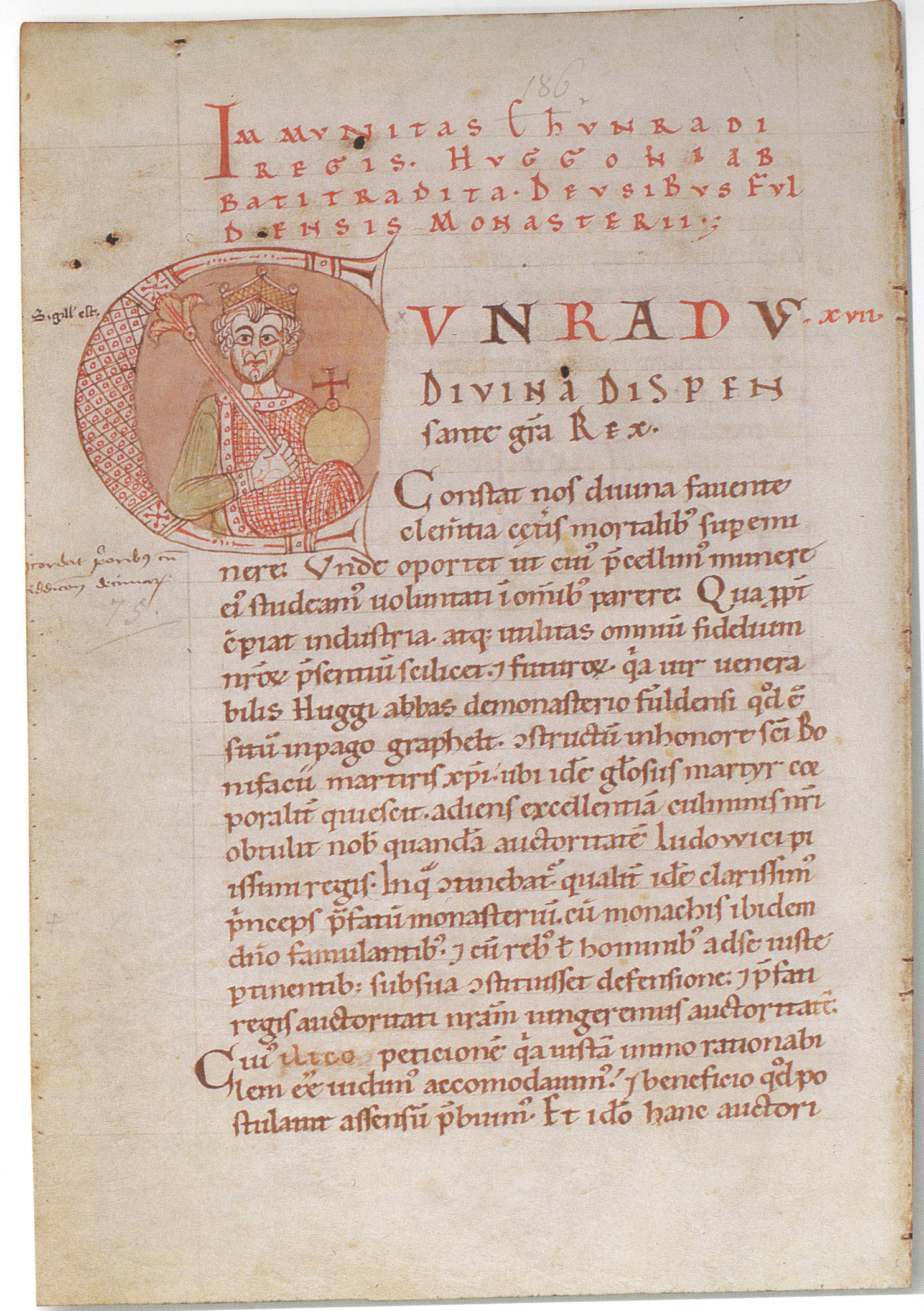
Initiale mit König Konrad I. Codex Eberhardi, Fulda, um 1150–1160

### Verhältnis zu den Stammesgebieten

#### Sachsen
Der Sachsenherzog Otto der Erlauchte bildete als Schwager des 906 hingerichteten Babenbergers und Konkurrent der Konradiner in Nordhessen sowie ihrer Verbündeten in Nordthüringen eine ständige Gefahr für Konrads Königtum. Nach Ottos Tod am 30. November 912 konnte Konrad aktiver in die Verhältnisse eingreifen. Am 3. Februar 913 bestätigte er dem Kloster Corvey die Immunität und die freie Abtwahl. Bei einem Aufenthalt in Kassel bestätigte er am 18. Februar dieselben Rechte auch dem Kloster Hersfeld und privilegierte das südwestfälische Kloster Meschede. Dies sind allerdings die einzigen Zeugnisse für eine Regierungstätigkeit Konrads in Sachsen. Mit den beiden Urkunden Konrads vom 18. Februar 913 wurde der Ausstellungsort Kassel erstmals erwähnt.
Nach Widukind hatte Konrad Bedenken, Heinrich „die ganze Macht seines Vaters zu übertragen“ Dadurch habe er sich das Missfallen beim ganzen Heer Sachsens zugezogen. Die Sachsen hätten, trotz aller Beschwichtigungen Konrads, auf eine ungeschmälerte Nachfolge bestanden und dem Sohn zum Widerstand geraten. Mit Hilfe Hattos von Mainz versuchte Konrad, die sich zuspitzende Lage zu wenden, doch der geplante Mordanschlag mit einer Halskette wurde verraten. Stattdessen besetzte Heinrich sofort die Mainzer Besitzungen in Sachsen und Thüringen und dehnte darüber hinaus seinen Herrschaftsbereich nun auf ganz Thüringen aus. Auf die Kunde von Heinrichs Erfolgen sandte Konrad 915 seinen Bruder Eberhard mit einem Heer nach Sachsen. Dieses erlitt jedoch bei der Eresburg eine verheerende Niederlage, und Eberhard musste fliehen. Daraufhin zog Konrad selbst mit einem Heer nach Sachsen.
Als die Heere bei Grone aufeinandertrafen, war Heinrich dem König militärisch unterlegen. Heinrich soll schon entschlossen gewesen sein, sich dem König freiwillig zu unterwerfen (deditio), um anschließend mit ihm eine Schwurfreundschaft zu schließen. Graf Thietmar habe die Franken aber durch listige Verdrehung der Tatsachen zum Rückzug veranlassen können. Die Darstellung Widukinds könnte jedoch frei erfunden sein.
Die Forschung geht seit einem 1952 veröffentlichten Beitrag von Heinrich Büttner und Irmgard Dietrich auch ohne konkrete Anhaltspunkte in den Quellen von einem Ausgleich zwischen Konrad und Heinrich im Jahr 915 aus. Heinrich scheint eine deditio (Unterwerfung) vollzogen zu haben, mit der er Konrad und sein Königtum anerkannte. Als Grund, der Widukind dazu bewogen haben könnte, die friedliche Einigung und den Ausgleich zu verschweigen und an deren Stelle die Anekdote des listigen Thietmar zu setzen, nimmt Gerd Althoff an, dass eine Unterwerfung Heinrichs nicht in das Bild passte, das Widukind vom ersten König der ottonischen Dynastie zeichnen wollte.
Offenbar einigten sich also Konrad und Heinrich 915 auf die Anerkennung des Status quo und die gegenseitige Respektierung der Einflusszonen. Konrad verzichtete damit auf weitere militärische Interventionen im sächsisch-thüringischen Grenzraum, während der Sachsenherzog davon absah, alemannische und bayerische Große, mit denen Konrad im Konflikt stand, zu unterstützen. Wie das Verhältnis zwischen Konrad und Heinrich nach dem Jahr 915 konkret aussah, bleibt wegen der Quellenlage allerdings unklar. Zudem rückten die Auseinandersetzungen des Königs mit den süddeutschen Machthabern nun stärker in den Vordergrund.

#### Schwaben
Anders als in Bayern oder Sachsen, wo sich früh führende Geschlechter als duces etablieren konnten, konkurrierten in Alemannien mehrere Adelsfamilien. Die Machtverhältnisse in der Region waren während der gesamten Königsherrschaft Konrads ausgesprochen instabil. Schon 911 versuchte Markgraf Burkhard von Rätien in der karolingischen Königspfalz Bodman, sich zum dux bzw. princeps Alemannorum aufzuschwingen, wurde jedoch nach einem nicht allgemein anerkannten Urteil hingerichtet. Im Konkurrenzkampf des dortigen Adels wurde die Familie Burkhards durch Tötung oder Exilierung ihrer Mitglieder ausgeschaltet. Die Söhne Burkhard und Ulrich wurden in die Verbannung geschickt, der Bruder Adalbert wurde auf Anstiften des Konstanzer Bischofs Salomo getötet. Danach strebten die Pfalzgrafen Erchanger und Berthold nach der Herzogswürde. Dass Konrad das Weihnachtsfest in St. Gallen und Konstanz feierte und sich danach in Bodman und Ulm aufhielt, wird auch als königliche Machtdemonstration verstanden worden sein.
913 brach im Anschluss an den Lothringer Feldzug des Königs ein offener Streit zwischen Erchanger und Konrad aus. Der Grund ist unbekannt. Im Herbst wurde der Streit beigelegt und der Friedensschluss konnte durch die Heirat des Königs mit Erchangers Schwester Kunigunde besiegelt werden. Ein Jahr später nahm Erchanger Bischof Salomo gefangen, den Vertreter königlicher Interessen in Alemannien, wurde dann aber selbst von Konrad ergriffen und in die Verbannung geschickt. In dieser Situation kehrte der jüngere Burkhard zurück und begann seinerseits gegen den König zu rebellieren. Daraufhin belagerte Konrad vergeblich den von Burkhard besetzten Hohentwiel und musste sich wieder zurückziehen, da nun der Sachsenherzog Heinrich in Franken eingefallen war. Erchanger kehrte daraufhin aus seinem Exil zurück und schloss mit Burkhard ein Zweckbündnis. Konrad reagierte mit kirchlichen Sanktionen: Auf der Synode von Hohenaltheim wurden Erchanger und seine Verbündeten zu lebenslanger Klosterhaft verurteilt. Im Januar 917 setzte Konrad seine Widersacher Erchanger, Berthold sowie dessen Neffen Liutfrid gefangen und ließ sie am 21. Januar 917 bei Aldingen oder Adingen (Lage ungeklärt) enthaupten, obwohl sie zur deditio (Unterwerfung) bereit waren. Der schwäbische Adel erhob daraufhin den bisherigen Gegner Burkhard zum Herzog. Gegen Ende der Königsherrschaft Konrads erhob sich Burkhard erneut, doch konnte Konrad darauf nicht mehr reagieren.

#### Bayern
Durch seine im Jahre 913 geschlossene Ehe mit Kunigunde, der Witwe des 907 verstorbenen bayerischen Markgrafen Luitpold, wollte Konrad seinen Einfluss in Bayern stärken. Bayern sollte wieder zu einer Basis der Königsherrschaft gemacht werden, wie dies unter Ludwig dem Deutschen der Fall gewesen war. Im Juni 914 wird Kunigunde erstmals in einer Urkunde als Gemahlin erwähnt, doch finden sich in den Diplomen keine Anhaltspunkte für die Annahme, dass die Königin eine bedeutende Rolle für die Königsherrschaft spielte. Dass Kunigunde schon 915 Lorsch als künftigen Begräbnisort wählte, während sich Konrad in Fulda bestatten lassen wollte, deutet auf kein besonders enges Verhältnis der beiden hin.
Anders als in Schwaben war der Kampf um die Führungsposition in Bayern weitgehend entschieden. Nachdem sein Vater Luitpold im Kampf gegen die Ungarn 907 gefallen war, konnte Arnulf eine mächtige und einflussreiche Stellung gewinnen. In Bayern stand allerdings der gesamte Episkopat geschlossen hinter Konrad, denn Arnulf hatte rücksichtslos Kirchen- wie Klostergut eingezogen und Kirchenrechte an sich gerissen. Herzog Arnulf versuchte, sich in Bayern der königlichen Herrschaft zu entziehen, und, ähnlich wie Konrad, die Kirchenhoheit zu erlangen. Die Chronologie der Auseinandersetzung ist aufgrund der Quellenlage umstritten. 916 kam es zu einer Rebellion Arnulfs, die der König durch einen Feldzug nach Regensburg beendete. Arnulf flüchtete nach Ungarn. Die Herrschaft übertrug Konrad seinem Bruder Eberhard. Bereits ein Jahr später kehrte Arnulf jedoch aus Ungarn zurück und vertrieb Eberhard. Bei den Kämpfen mit Arnulf zog sich Konrad eine Verwundung zu, der er später erlag.

### Verhältnis zur Kirche
Schon zu Beginn von Konrads Königtum dürfte entsprechend karolingischer Tradition eine enge Zusammenarbeit zwischen König und Kirche bestanden haben, die in der Salbung, wahrscheinlich durch Erzbischof Hatto von Mainz, ihren Ausdruck fand. Fast alle fränkischen, alemannischen und bayerischen Suffragane sowie die Erzbischöfe selbst standen mit dem Herrscher im Kontakt und werden in seinen Diplomen genannt. Jedoch sind sie in der Regel nicht außerhalb ihrer Region am Hofe nachweisbar, was den Episkopat nicht als tragende Stütze der Königsherrschaft Konrads erscheinen lässt.
Um 900 wurden Bischöfe immer wieder vom weltlichen Adel bedroht oder gar getötet. So wurde Erzbischof Fulko von Reims ermordet und 913 traf dieses Schicksal auch Bischof Otbert von Straßburg. Die Kirche sah sich auf ein starkes Königtum angewiesen und suchte es mit kirchlichen Mitteln zu verteidigen. Die Bischöfe spielten mit 39 Intervenienten, also als Vermittler einer Bitte um Bestätigung oder einer Schenkung durch den König, eine bedeutende Rolle. Auf Konrad übten insbesondere die führenden Mitglieder der Hofkapelle und der Kanzlei Einfluss aus. Als wichtigste Person galt dabei Bischof Salomo III. von Konstanz, der das Amt des Kanzlers in der gesamten Regierungszeit des Königs innehatte.
Die enge Kooperation zwischen Kirche und Königtum brachte die am 20. September 916 von ostfränkischen Bischöfen einberufene Synode von Hohenaltheim unter der Leitung des päpstlichen Legaten Petrus von Orte zum Ausdruck. Die Synode, die Konrad als christus Domini (Gesalbter des Herrn) bezeichnet, sollte die königliche Macht stärken und das enge Bündnis von Kirche und König festigen. Unklar ist sowohl, ob Konrad selbst an der Synode teilnahm, als auch, welche Bischöfe anwesend waren. Nicht erschienen waren die sächsischen Bischöfe, die deshalb auf der Synode scharf getadelt wurden. Selbst die Bedeutung von Hohenaltheim in der Zeit um 916 ist unbekannt. Doch kann die Wahl nur mit der Anwesenheit Konrads I. im bayrisch-fränkischen Grenzgebiet zusammenhängen, da eine Synode, die allein von Bischöfen geplant und einberufen worden wäre, sich als Tagungsort eher eine Bischofsstadt ausgewählt hätte. Die 38 vollständig erhaltenen kanonischen Bestimmungen wurden vorwiegend zum Schutz des Königs und der Bischöfe vor Laien erlassen. Gewalttaten gegenüber dem König, den christus Domini, wurden mit dem Anathem bedroht. Dass Heinrich auf der Synode nicht als Gegner des Königs genannt wird, könnte ein Beleg für einen Ausgleich in Grone von 915 sein. Dem bayerischen Herzog Arnulf, der nicht erschienen war, wurde eine Frist gewährt, um sich einer für den 7. Oktober anberaumten Synode in Regensburg zu stellen. Ob diese Provinzialsynode allerdings zu Stande kam, ist ungewiss. Der Versuch der Kirche, die königliche Macht zu stärken, brachte nicht den erwarteten Erfolg, denn Schwaben und Bayern fielen erneut vom König ab.

### Tod und Nachfolge

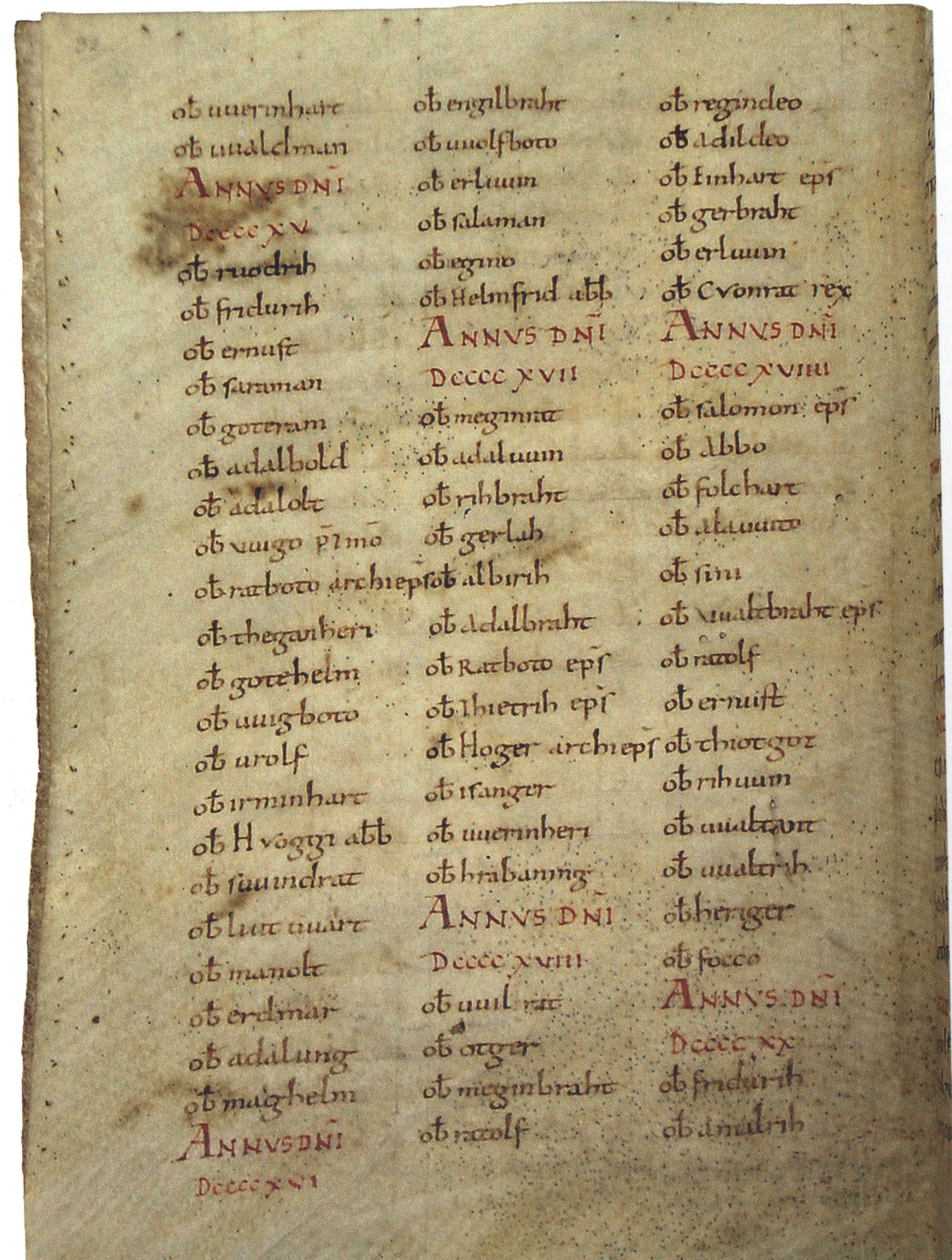
Fuldaer Totenannalen mit Eintrag König Konrad I. in der dritten Spalte und sechsten Zeile (Hochschul- und Landesbibliothek Fulda, Handschriften B1)

Möglicherweise ist es bereits 915 in Grone zwischen Konrad und dem Sachsen Heinrich zu einer Vereinbarung über die Nachfolge im Reich gekommen. Ein solches Abkommen gewinnt auch deshalb an Wahrscheinlichkeit, weil Konrads Ehe mit Kunigunde, die bereits in vorgerücktem Alter war, nach zwei Jahren kinderlos blieb. Aus der Aufnahme Konrads in zwei Zeugnissen ottonischen Totengedenkens (Merseburger Nekrolog und St. Galler Verbrüderungsbuch) leitet Gerd Althoff ab, dass Konrad am ehesten 915 zu einem Einvernehmen mit Heinrich gefunden habe. Wie sich das Verhältnis zwischen Konrad und Heinrich entwickelte, ist unbekannt. Zumindest sind weitere Konflikte zwischen den beiden nicht überliefert.
Zahlreiche voneinander unabhängige Nachrichten berichten von einem langen Siechtum des Königs bis zu seinem Tod. Die Ursache dieser Krankheit war offenbar die Verwundung, die er sich 916 bei einem Heereszug gegen Arnulf von Bayern zugezogen hatte. Die Verletzung wirkte sich auch auf seine Königsherrschaft aus. Von 916 bis zu seinem Tod wurden sämtliche Urkunden des Königs an Orten ausgestellt, die an schiffbaren Flüssen liegen: Frankfurt (2×), Würzburg (2×), Tribur und Forchheim. Demnach hatte der König, so folgert Gerd Althoff, in seinen letzten beiden Jahren ein sehr eingeschränktes Aktionsfeld, denn er scheint in dieser Zeit, wenn überhaupt, nur per Schiff gereist zu sein. Durch die lange Krankheit und die eingeschränkte Handlungsfähigkeit ist Konrad möglicherweise nicht am Widerstand der ‚Stammesherzöge‘, sondern nach Roman Deutinger wohl vielmehr „an der mangelnden Kunst seiner Ärzte gescheitert“.
Konrads Leichnam wurde von seinem Sterbeort, dem Stammsitz Weilburg, auf eigenen Wunsch nach Fulda gebracht und im Januar 919 in der Kirche des Benediktinerklosters Fulda beigesetzt. Die Wahl Konrads für Fulda als Begräbnisort könnte mit der großen Mönchsgemeinschaft und mit der Bonifatiusnähe zusammenhängen, da ein besonders wirkungsmächtiger Heiliger Gewähr dafür bot, dass das Andenken eines Königs gewahrt blieb. Der Name Konrads wurde in die von 779 bis 1065 im Kloster geführten Totenannalen aufgenommen und in das Gebetsgedenken der Mönche eingeschlossen. Jedoch finden sich in den Nekrologeinträgen auch die Namen von Konrads Vorgängern und Nachfolgern, womit der Eintrag allein ein recht dürftiger Hinweis für ein andauerndes Gebetsgedenken Konrads ist.
Sein Nachfolger wurde nicht sein Bruder Eberhard, sondern der Sachse Heinrich. Der Herrschaftsübergang selbst wird von Liudprand, Adalbert und Widukind in gleicher Weise geschildert: König Konrad selbst habe vor seinem Tod den Auftrag gegeben, Heinrich die Königswürde anzutragen und ihm die Insignien zu überbringen. Sein Bruder Eberhard habe dies ausgeführt. Nach der Darstellung Widukinds soll der sterbende König selbst seinem Bruder Eberhard befohlen haben, auf die Thronfolge zu verzichten und die Insignien aus Mangel an fortuna (Glück) und mores (oftmals in der Forschung mit Königsheil übersetzt) die höchste „Staatsgewalt“ (summa rerum publicum) dem Sachsenherzog Heinrich zu übertragen. Allerdings spricht der ungewöhnlich lange Zeitraum von fünf Monaten bis zur Erhebung Heinrichs zum König eher gegen eine öffentlich ausgesprochene Designation durch seinen sterbenden Vorgänger. Vielmehr dürften zähe Verhandlungen zwischen Eberhard und Heinrich über die Nachfolge stattgefunden haben, in denen Eberhard einsehen musste, dass Bayern und Schwaben eigene Wege gingen und er sich zudem mit seinen Verwandten zerstritten hatte.

## Wirkung

### Maßnahmen nach Konrads Tod

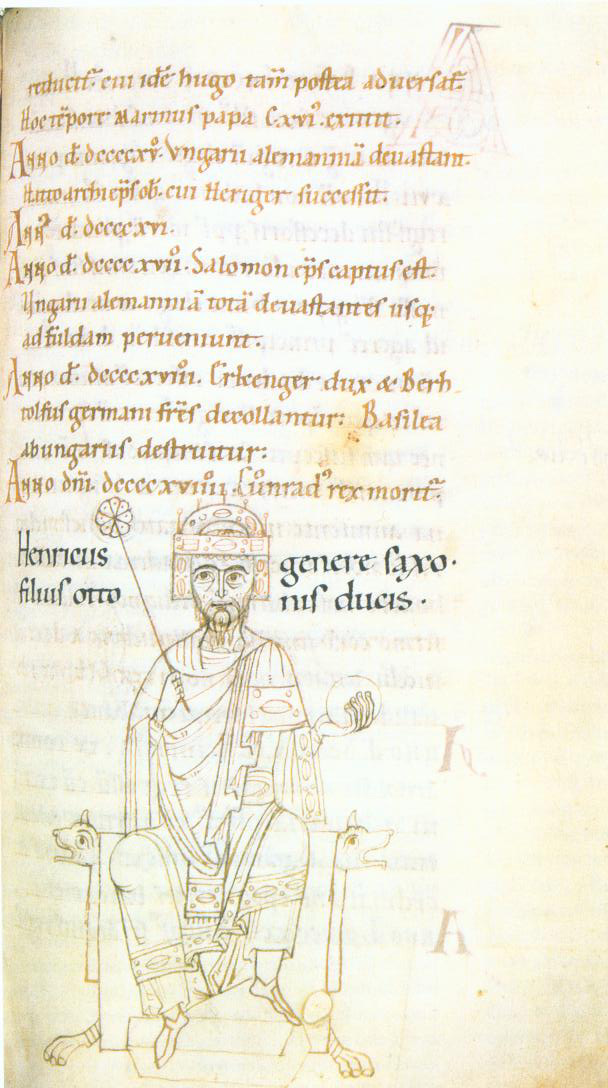
Bild Heinrichs I. in der anonymen Kaiserchronik für Kaiser Heinrich V. (Corpus Christi, Cambridge, Ms 373, fol. 40r).

Nach dem Tode Konrads ist es wohl zwischen dem 14. und 24. Mai 919 in Fritzlar, nahe der Grenze des konradinischen und liudolfingischen Machtbereichs, zur Erhebung Heinrichs zum neuen König gekommen. Der Schilderung Widukinds zufolge hat der Konradiner Eberhard vor den versammelten Franken und Sachsen Heinrich als König benannt. Als ihm der Mainzer Erzbischof Heriger die Salbung anbot, habe Heinrich dies nicht angenommen: Er habe sich damit begnügen wollen, durch den Königsnamen aus den Großen seines Reiches herausgehoben worden zu sein – Salbung und Krönung jedoch sollten Würdigeren vorbehalten bleiben. Die Darstellung hat bis heute heftige Kontroversen ausgelöst. So wird etwa um die Frage gestritten, ob im Ostfrankenreich die Salbung überhaupt üblich gewesen ist. Die Nachricht, dass nur Repräsentanten der Sachsen und Franken anwesend waren, und der Verzicht auf die Salbung könnten jedoch darauf hindeuten, dass Heinrich, im Gegensatz zu Konrad, seine Herrschaft mit einem reduzierten Anspruch antrat und dies in Fritzlar demonstrativ zum Ausdruck brachte.
Um seine Herrschaft zu sichern, musste Heinrich sein Verhältnis zu den Herzögen regeln. Dabei vollzog sich die Integration der duces in die Machtstrukturen des ostfränkischen Reiches. Die Etablierung der regionalen Mittelgewalten, der späteren bzw. werdenden Herzogtümer also, denen sich Konrad noch militärisch entgegengestemmt hatte, akzeptierte Heinrich von Anfang an. Die regionalen Machthaber besaßen Herrschaftsgewalt, die sie nicht einer Verleihung des Königs verdankten, sondern aus eigener Kraft errangen, wenn man so will: durch Usurpation. Mit der dem König geleisteten Huldigung gewannen sie nun die Legitimation ihrer Führungsrolle.
Konrads Bruder Eberhard wurde als amicus regis (Freund des Königs) einer der wichtigsten Männer im Reich und blieb dies bis zu Heinrichs Tod. In Schwaben soll sich im Jahr 919 Herzog Burkhard ohne Widerstand „mit allen seinen Burgen und seinem ganzen Volk“ dem König unterworfen haben. Herzog Arnulf übte nach 918 bis 921 eine De-facto-Königsgewalt aus, mit der er sich die Herrschaftsmittel des Königtums in Bayern sicherte. Die vieldiskutierte Nachricht der Salzburger Annalen, die Bayern hätten ihren Herzog Arnulf in regno Teutonicorum zum König ausgerufen, wird in der neueren Forschung verstärkt angezweifelt. Erst nach intensiveren militärischen Operationen unterwarf sich Herzog Arnulf dem König. Seine Machtposition wurde jedoch nicht beschnitten, als er Heinrich huldigte und von diesem als amicus in den Kreis der Berater aufgenommen wurde. Heinrich beließ dem Herzog sowohl das Recht zur Vergabe der Bistümer als auch den Fiskus mit der bedeutenden Regensburger Pfalz. In seinen Urkunden verfügte Heinrich außerdem nie über Güter in Bayern.
Im Unterschied zu Konrad versuchte Heinrich nicht, sich die Machtmittel des karolingischen Königtums anzueignen, sondern überließ auch hier den principes in den ostfränkischen Teilreichen ihre Führungsrolle. Die Herzöge wiederum verpflichteten sich zu Leistungen und dauerhafter Unterstützung. Freundschaft und weitgehende Selbstständigkeit wurde den Herzögen zugebilligt, allerdings erst nach einem demonstrativen Akt der Unterordnung.
Im Hinblick auf das umstrittene Lothringen führten Verhandlungen zum Abschluss eines Freundschaftsbündnisses zwischen Karl dem Einfältigen und Heinrich. Im November 921 trafen sich die beiden Könige bei Bonn. In der Mitte des Rheins, genau auf der Grenze zwischen Lothringen und dem Ostfrankenreich, wurde ein Schiff verankert, auf dem die beiden Könige einen Vertrag schlossen. Heinrich erkannte Karls Herrschaft über Lothringen an, während dieser ihn als gleichberechtigten fränkischen König akzeptierte, als rex Francorum orientalium bzw. rex orientalis.
Den Ungarneinfällen der Jahre 919, 924 und 926 stand Heinrich, ähnlich wie Konrad, machtlos gegenüber. Doch geriet ein ungarischer Anführer in Gefangenschaft, und für dessen Freilassung erkaufte der König gegen einen jährlichen Tribut eine neunjährige Schonung. So gewann man Zeit, sich militärisch zu wappnen. Am 15. März 933 gelang tatsächlich ein militärischer Erfolg in der Schlacht bei Riade. Doch erst Heinrichs Nachfolger Otto konnte durch den Sieg in der Lechfeldschlacht 955 die Raubzüge der Ungarn dauerhaft beenden.
Mit Heinrich endete die karolingische Herrschaftspraxis, das Reich unter die legitimen Söhne des Königs aufzuteilen. Das Prinzip der Individualsukzession (Einzelthronfolge) setzte sich durch. Heinrich bestimmte seinen Sohn Otto zum alleinigen Nachfolger und gründete zugleich die Dynastie der Ottonen.

### Konrad im Urteil der Ottonen

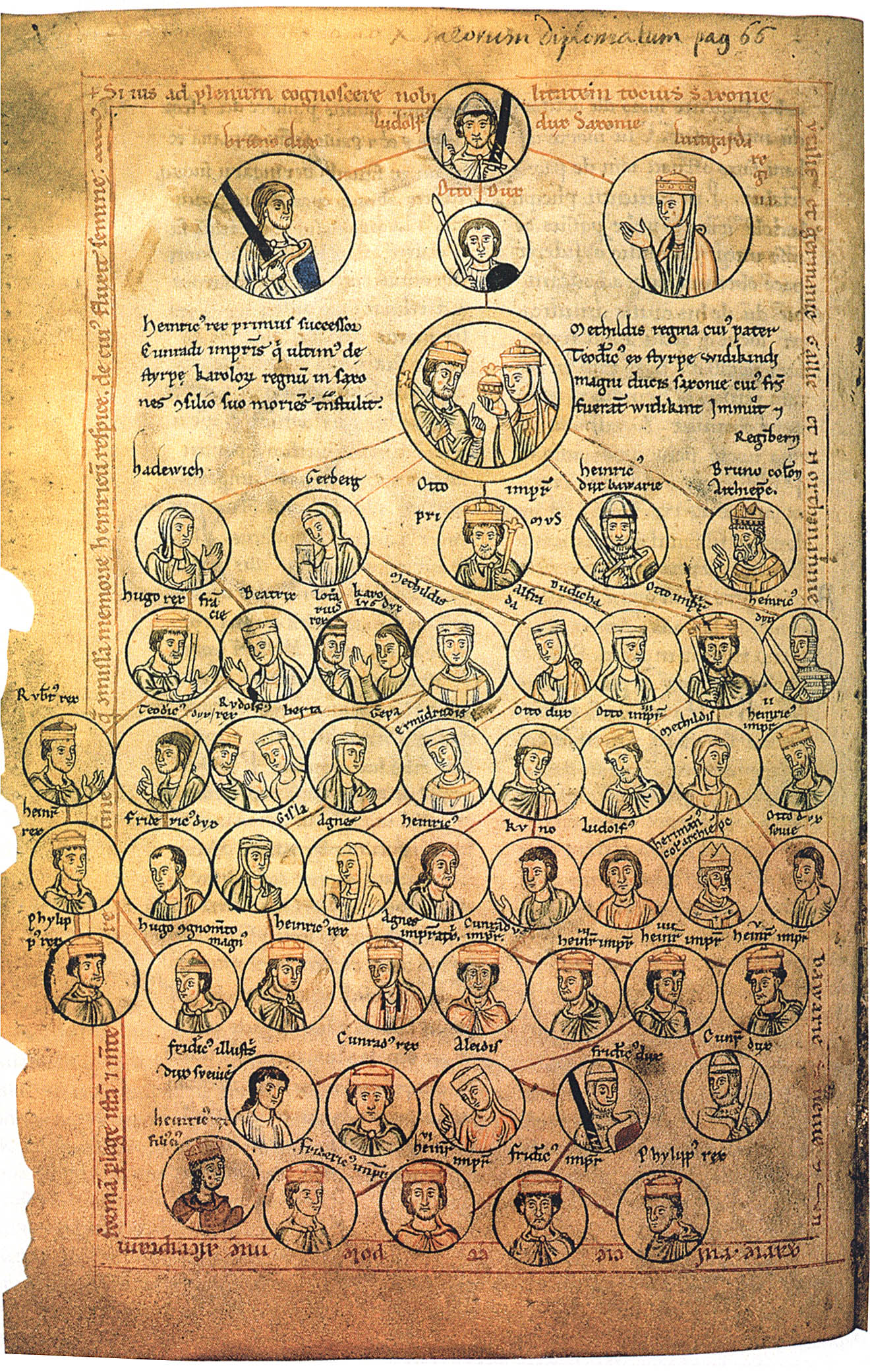
Verwandtschaftstafel der Ottonen, mit Hinweis auf Konrad I. als den Vorgänger Heinrichs I. (Wolfenbüttel, Herzog August Bibliothek, Cod. Guelf. 74.3 Aug. 2°, pag. 226).

Die Zeit Konrads gehört zu den quellenärmsten des Mittelalters. Die Chronik Reginos von Prüm brach im Jahr 906 ab, die Altaicher Fortsetzung der Fuldaer Annalen versiegte im Jahr 901. Die Annalen des westfränkischen Geschichtsschreibers Flodoard von Reims umfassen erst wieder den Zeitraum von 919 bis 966. Zu Konrads Regierungszeit gibt es im Wesentlichen nur kurze zeitgenössische hagiographische Notizen. Dies liegt auch daran, dass der Herrscher kein Königsgeschlecht begründen konnte, in dem das Andenken an seine Leistungen gepflegt worden wäre.
Die wichtigsten Quellen für seine Zeit bilden daher seine 38 überlieferten Urkunden, mit denen er Schenkungen, Rechtsverleihungen und den Austausch von Gütern vornahm oder bestätigte. Allerdings wurde die Hälfte der erhaltenen Diplome in den ersten anderthalb Jahren seines Königtums ausgestellt. Danach gibt es immer wieder längere Zeiträume, aus denen keine Diplome überliefert sind. Die Urkunden zeigen, dass sich der König vor allem in den letzten beiden Jahren in Franken aufhielt und diese Region zum Zentrum seiner Herrschaft wurde. Jenseits der Grenzen Frankens ist der König fast nur noch im Zusammenhang von Feldzügen nachweisbar. Die Annalen können zwar kein zusammenhängendes Geschichtsbild liefern, dennoch erscheint Konrad in diesen Nachrichten als glückloser Feldherr, der die Abwehr der Ungarn den Großen überlassen musste und sich selbst im Innern seines Herrschaftsverbandes kaum behaupten konnte.
Ausführlichere Nachrichten (bei Widukind von Corvey und Liudprand von Cremona) sind nicht nur aus spätem Rückblick, sondern zudem aus sächsisch-ottonischer bzw. italienisch-ottonischer Perspektive abgefasst; sie stammen erst aus dem zweiten Regierungsjahrzehnt Ottos I. Ihre spärlichen Nachrichten sind offenbar auf eine orale Traditionsbildung zurückzuführen, die das Geschehen im Nachhinein fiktional formte. Welche Einzelheiten zutreffend überliefert sind, ist daher ungewiss.
Nach Widukind, der die Herrschaft der Ottonen zu legitimieren versuchte, war schon Konrad nur König von Ottos „des Erlauchten“ (des Vaters Heinrichs I.) Gnaden geworden. Otto sei die Krone bereits 911 angetragen worden, er habe aber verzichtet. Die Liudolfinger stellten für Widukind also von Anfang an die gegebenen Herrscher dar. Im Ergebnis waren damit die Ottonen und nicht die Konradiner die eigentlichen „Gewinner“ des Zerfalls des Karolingerreichs im Osten.
Dennoch präsentierte Widukind Konrad als mächtigen und rechtmäßigen Herrscher. Der Fortsetzer der Chronik Reginos von Prüm nannte ihn „einen stets milden und weisen Mann und einen Liebhaber der göttlichen Lehre“. Liudprand von Cremona bezeichnete ihn anlässlich seiner Wahl als einen „kräftigen und kriegserfahrenen Mann aus fränkischem Geschlecht“, der die aufständischen Fürsten „durch die Macht seiner Weisheit und die Stärke seiner Tapferkeit“ überwunden und unterworfen habe. „Hätte nicht der frühe Tod, der nicht säumiger an die Hütten der Armen pocht als an die Burgen der Könige, den König Konrad so frühzeitig dahingerafft, so wäre er der Mann gewesen, dessen Name über viele Völker der Erde geboten hätte.“
Die ottonische Familie hat lange Zeit für Konrad beten lassen. Im Merseburger Nekrolog ist der König mit seinem Todestag, dem 23. Dezember, und dem Titel rex (König) verzeichnet. Das St. Galler Verbrüderungsbuch enthält die Namen der bis 932 verstorbenen Angehörigen der liudolfingisch-ottonischen Familie sowie die Personen, zu denen die Liudolfinger eine gute Beziehung hatten. Unter den Namen der Gruppe findet sich für die letzten Dezembertage der Name Chuonradus, der mit König Konrad identifiziert wird.

### Nachleben im Hoch- und Spätmittelalter

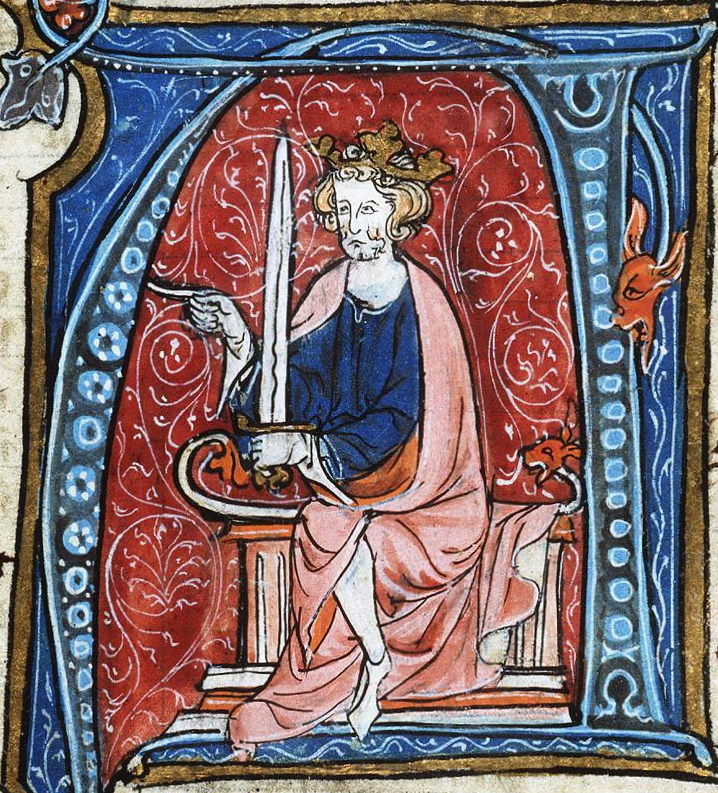
König Konrad I. thronend und mit Schwert als Status- und Machtsymbol abgebildet. Darstellung aus der mittelalterlichen Enzyklopädie Spieghel Historiael von Jacob van Maerlant; vermutlich aber erst zwischen 1325 und 1335 in Westflandern entstanden (Den Haag, Koninklijke Bibliotheek, KA 20, fol. 227r).

Herzog Konrad zu Thüringen und Hessen als römischer König. Wigand Gerstenberg, Hessische Landesbibliothek, Universitätsbibliothek Kassel – Landesbibliothek und Murhardsche Bibliothek der Stadt Kassel, 4⁰ MS Hass. 115, fol. 63r.

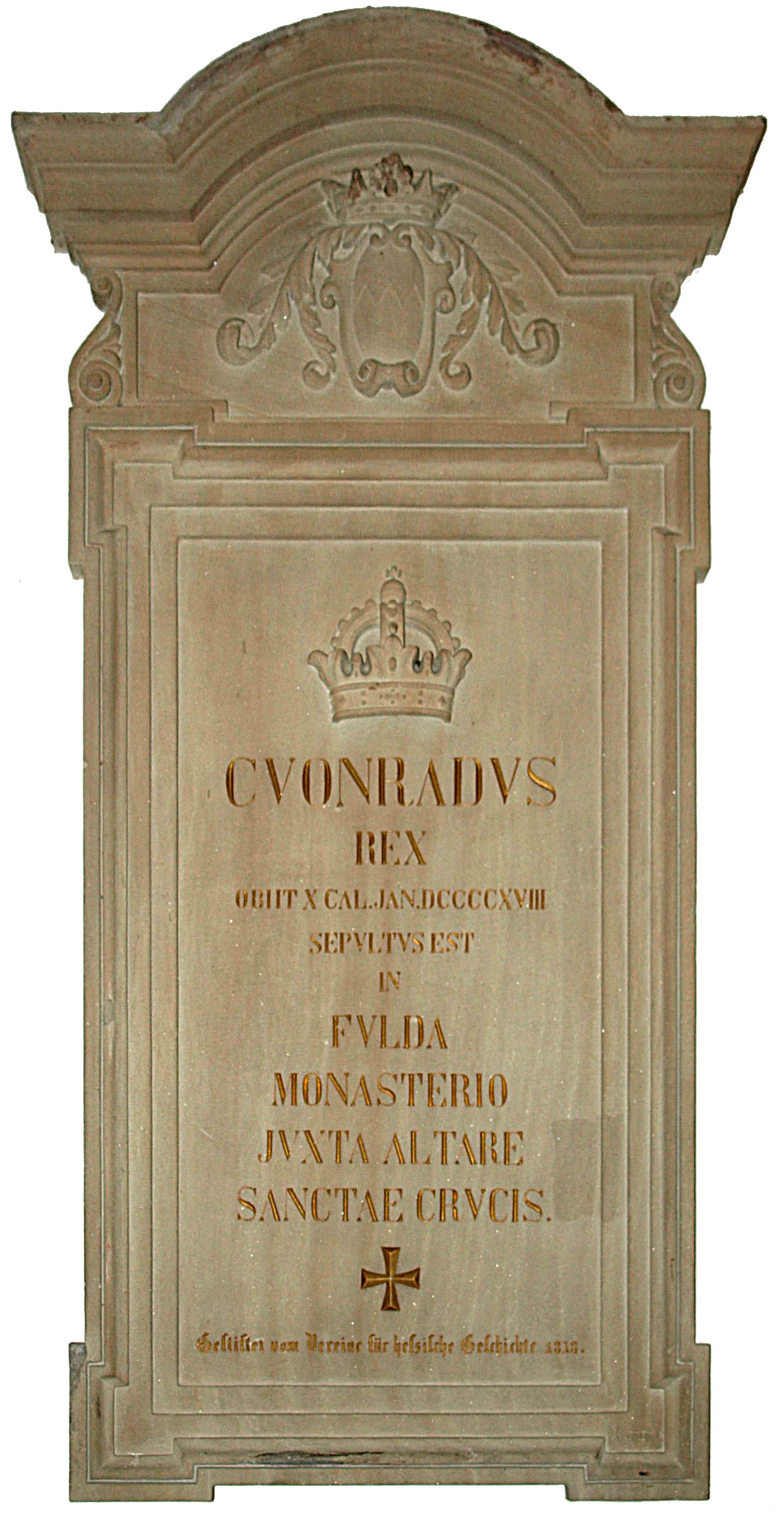
Gedenkplatte an König Konrad I. im Fuldaer Dom, Sandstein, 1878/79

Als des Stifters wurde Konrads in Lorsch, Fulda und St. Gallen noch bis ins späte Mittelalter gedacht. In den hochmittelalterlichen Chroniken wurden allerdings neben den Regierungsdaten meist nur die Ungarneinfälle und die Aufstände der Fürsten erwähnt. Die Chronisten dieser Zeit bemühten sich, die Geschichte des römischen Reiches nach Dynastien zu gliedern, die Idee von der Translatio imperii zu entwickeln und die Erfolge der Herrscher besonders hervorzuheben – diesen Bemühungen fiel Konrad zum Opfer. Sein Königtum galt als belangloses Zwischenspiel, das sich nicht in die Vorstellung von einer kontinuierlichen Herrschaftsausübung großer Geschlechter einfügen ließ. Vielmehr wurde es als merkwürdig empfunden, dass ein König zu herrschen vermochte, der keiner der großen Dynastien entstammte. Einige Chronisten machten ihn daher einfach zu einem Karolinger.
Eine außerordentlich günstige Beurteilung erfährt Konrad bei Ekkehard IV. von St. Gallen. In diesem Kloster, dessen Abt Salomo III. zum engsten Beraterkreis Konrads zählte, wurde dem König noch lange ein ehrenvolles Gedenken bewahrt.
In der Landes-, Regional- und Stadtchronistik des späten Mittelalters war Konrad nahezu bedeutungslos. Zwar tritt er noch in der Sächsischen Weltchronik recht ausführlich in Erscheinung, die Nachrichten in anderen Chroniken sind jedoch deutlich spärlicher. Oft wird Konrad mit Ludwig dem Kind kontaminiert und „als letzter Karolinger“ bezeichnet. Angaben über seine Herkunft und den genauen Herrschertitel fehlen häufig. In der kollektiven Erinnerung des Spätmittelalters spielte Konrad kaum eine Rolle. Eine Ausnahme bildet die Hessische Landeschronik des Wigand Gerstenberg. Er feierte Konrad als Retter des Christentums vor den Ungarn. Wigand machte Konrad zudem zum größten Förderer der Stadt Frankenberg; er erscheint geradezu als der Urheber einer großen städtischen Vergangenheit und verdrängt damit fast den ebenso gerühmten Karl den Großen. Warum der Chronist Konrad derart in den Mittelpunkt rückte, ist ungewiss.
Konrads Nachwirkung in urkundlichen Quellen war regional begrenzt. Das Nachleben Konrads in dokumentarischen Quellen konzentrierte sich überwiegend auf die Gebiete, in denen seine Familie und er selbst begütert waren oder in denen Rechte und Besitzungen der Konradiner lagen. Vor allem Fulda, Mainz und Würzburg waren Zentren urkundlicher Nachwirkungen. Außerhalb des fränkischen Gebietes wurde seiner Herkunft kaum gedacht. Aus seinem Hausstift Weilburg liegen keine Urkunden vor, da diese Institution bis in die staufische Zeit hinein keinerlei Herrscherurkunden überliefert hat. Auch Konrads Grab geriet in Vergessenheit; die Grabpflege hat das Mittelalter nicht überdauert. Seit dem 12. Jahrhundert ist sogar sein genauer Ort unbekannt. Möglicherweise hat das negative oder sogar fehlende Konradbild über die Jahrhunderte hinweg dazu geführt, dass sich niemand mehr die Mühe machte, sein Grab zu finden. Nur eine im Jahr 1878 angebrachte Sandsteintafel erinnert an sein Grab. Öffentliche Resonanz fand ihre Aufstellung kaum.

### Geschichtsbilder und Forschungsperspektiven

#### Anfänge des mittelalterlichen „Deutschen Reiches“
Dass die ostfränkischen Großen nicht dem einzigen noch regierenden Karolinger das Königtum antrugen, sondern einen Nichtkarolinger zu ihrem König machten, wurde oft als historische Weichenstellung für ein werdendes „Deutschbewusstsein“ gewürdigt. Die Entscheidung der Großen aus Ostfranken, Sachsen, Alemannien und Bayern gegen einen Westfranken galt als Hinweis auf ein starkes Gemeinschaftsgefühl rechts des Rheins im Sinne eines „deutschen“ Nationalgefühls, weshalb nur einer der Ihren und kein „Franzose“ als König in Frage gekommen sei. Dass das Deutsche Reich um das Jahr 900 entstanden sei, war bis lange nach dem Zweiten Weltkrieg eine allgemeine Grundüberzeugung. Als die eigentlichen Gründer des „deutschen Reiches“ wurden die deutschen Stämme angesehen. Uneinig war man sich lediglich, welches konkrete Datum zwischen 843 und 936 in Betracht komme.
Der Historiker Harry Bresslau hielt 1911 vor der wissenschaftlichen Gesellschaft in Straßburg einen Vortrag mit dem Titel „Das tausendjährige Jubiläum der deutschen Selbständigkeit“, in dem er Konrads Wahl eine bedeutende Rolle bei der Abgrenzung zwischen der fränkischen und der deutschen Epoche des Reiches zuwies. Dynastiewechsel, Königswahl und Unteilbarkeit des Reiches waren für Bresslau die Hauptgründe, warum er 911 als Epochenjahr ansah. Andere Historiker wie etwa Walter Schlesinger sahen in der Designation des Sachsenherzogs Heinrich durch den sterbenden König Konrad einen wesentlichen Beitrag zur Entstehung des mittelalterlichen Reiches, das sie mit dem Herrschaftsantritt von 919 beginnen ließen.
Johannes Haller ließ mit Konrads Königtum die deutsche Geschichte beginnen und leitete 1923 sein Kapitel mit den Worten ein: „Seit wann gibt es eine deutsche Geschichte? Die richtige Antwort lautet: seit es Deutsche und ein deutsches Volk gibt. Aber seit wann gibt es das? ... Eine deutsche Geschichte kann es erst geben, wenn die unter sich verbundenen Stämme sich vom Gesamtverband des fränkischen Reiches lösen und eine Einheit für sich bilden. ... Konrad I. gilt darum als der erste deutsche König, und beim Jahr 911 darf man – wenn man nach festen Zahlen fragt, die freilich immer etwas Äußerliches behalten – die erste Epoche der deutschen Geschichte ansetzen: die Entstehung des deutschen Staates.“ Noch 1972 leitete Wolf-Heino Struck seinen Aufsatz über die konradinischen Stiftsgründungen mit folgenden Worten ein: „Als im November 911 Konrad I. in Forchheim [...] zum König gewählt und damit vor 1060 Jahren die Geschichte des Deutschen Reiches eingeleitet wurde, erreichte das Geschlecht der Konradiner den Höhepunkt seines Ansehens.“
Erst durch die reichhaltigen Forschungen der letzten Jahrzehnte zur Nationsbildung mussten solche ehemals als sicher geltende Vorstellungen aufgegeben werden. Man sieht heute das Deutsche Reich in einem Prozess entstanden, der im 11. und 12. Jahrhundert noch nicht abgeschlossen war. Außerdem ist heute unstrittig, dass die so genannten gentes, die politisch organisierten Großgruppen, die auch die Wahl Konrads bestimmten, keine „deutschen Stämme“, sondern deutschsprachige Gruppen waren, die ein schwer fassbares Zusammengehörigkeitsgefühl verband und die sich als Franken, Bayern, Sachsen oder Schwaben verstanden, nicht aber als „Deutsche“. Der Begriff regnum Teutonicum wurde als Fremd- und Eigenbezeichnung erst allmählich seit dem 11. Jahrhundert gebraucht.

#### Konrad im Urteil der Forschung

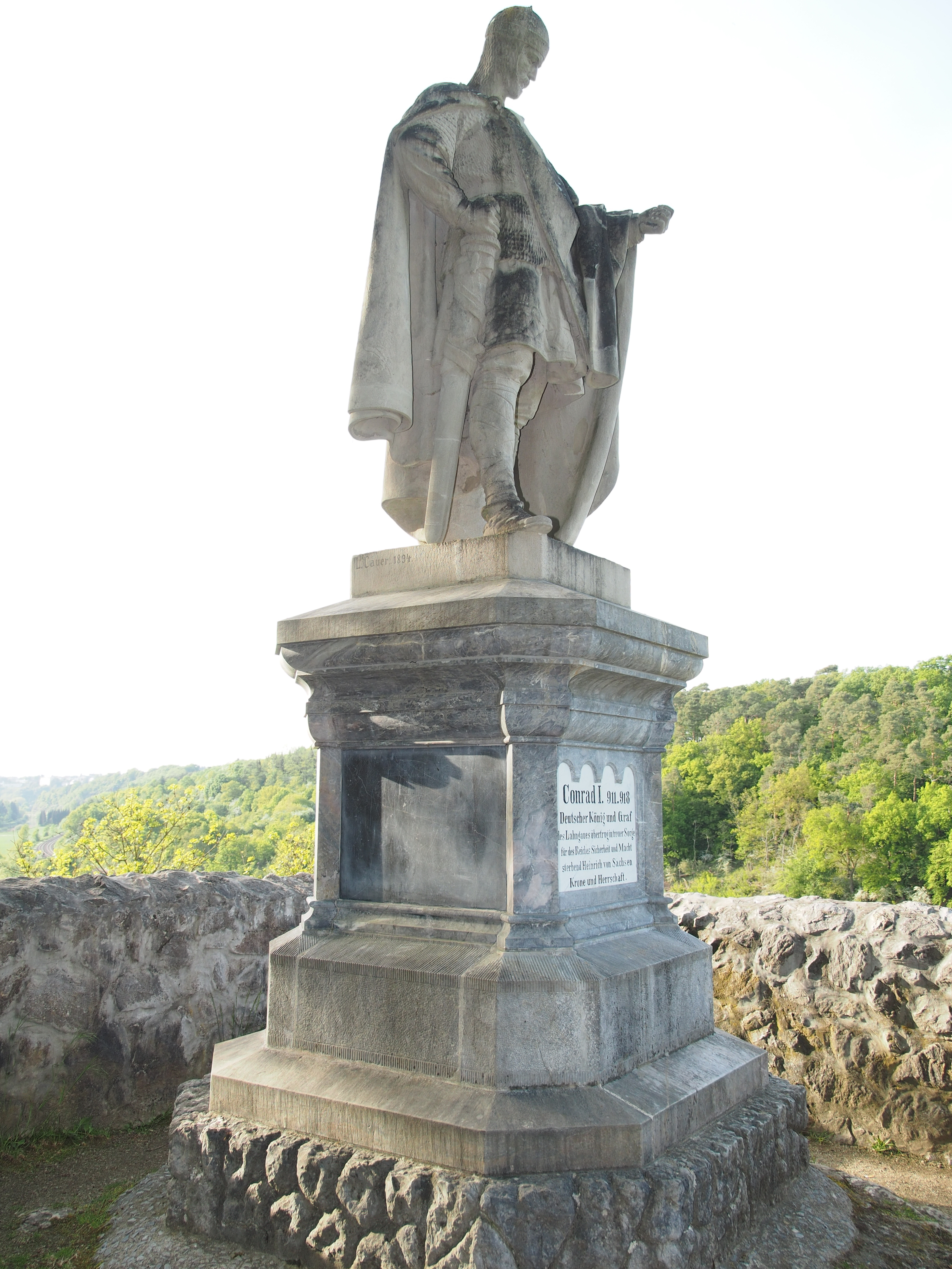
Denkmal König Konrads bei Villmar mit folgender Inschrift: Conrad I. 911–918. Deutscher König und Graf des Lahngaues übertrug in treuer Sorge für des Reiches Sicherheit und Macht sterbend Heinrich von Sachsen Krone und Herrschaft.

Während die ottonischen Quellen dem König ein positives Urteil ausstellen, gilt Konrad in der Forschung nach weit verbreiteter Ansicht mit seiner ganzen Regierung als gescheitert. Weder gelang es ihm trotz verschiedener Kriegszüge, den Verlust Lothringens an Karl den Einfältigen zu verhindern, noch vermochte er der einsetzenden Ungarngefahr Herr zu werden oder die aufstrebenden Fürsten in den Regionen in das Reich zu integrieren. Diese Urteile wirken bis heute nach. Die eher die Entstehung der Nationalstaaten hervorkehrende Forschung des 19. und frühen 20. Jahrhunderts sah seine größte Leistung erst auf dem Sterbebett vollbracht, als er mit Heinrich für einen fähigen Herrscher sorgte, eine Entscheidung, die Ernst Dümmler als „seine ehrenvollste That“ rühmte. Ein ähnliches Konrad-Bild findet sich auch in den Schulbüchern und der populärwissenschaftlichen Literatur jener Zeit. Die Werke beschäftigen sich zwar noch vergleichsweise ausführlich mit dem Konradiner, beurteilten ihn aber vor allem am Verlust Lothringens bzw. den Auseinandersetzungen mit den ‚Herzögen‘ und sahen seine größte Leistung in der Designation Heinrichs I.
Die ungünstige Beurteilung, die Konrad im nationalistischen 19. Jahrhundert erfuhr, verdeutlicht exemplarisch ein Vorgang, der sich 1891 ereignete: Als man Konrad an seinem ehemaligen Stammsitz Weilburg ein Denkmal errichten wollte, lehnte die Stadt Weilburg das Vorhaben ab. Herrscher und Epoche erschienen den „Stadtvätern“ von allzu geringer Bedeutung. Das Denkmal wurde schließlich bei Villmar auf einem Felsen hoch über der Lahn aufgestellt, wo es noch heute steht.
Robert Holtzmann schlussfolgerte 1941 in seiner Geschichte der sächsischen Kaiserzeit: „Am Erfolge gemessen, kann man freilich nur sagen: er ist gescheitert. Begünstigt von der Geistlichkeit, aber sonst fast nur auf die Kräfte des heimischen Rheinfrankens gestützt, hat er auf allen Punkten Niederlagen erlitten.“ Zwei Jahre später meinte Gerd Tellenbach: „Konrad I. aber vermochte den Versuch von 911 noch nicht zum Gelingen zu führen. Seine Regierung ist eine Kette politischer Mißerfolge.“
Solche Urteile finden sich bis in die jüngere Zeit. 1991 urteilte Johannes Fried: „Trotz mancher Teilerfolge […] überfordert er die Ressourcen des Königtums durch die inneren Auseinandersetzungen und versagt schließlich auch bei der Abwehr äußerer Feinde, der Ungarn und Dänen“. Für Fried war Konrad ein König, der „auf ganzer Linie scheiterte“. Das Fehlen Konrads in den einschlägigen Herrscherbiographieserien begründet man mit seiner Erfolglosigkeit und damit, dass er weder den Karolingern noch den Ottonen zuzurechnen ist.
In einem grundlegenden Aufsatz aus dem Jahr 1982, der die Beurkundungspraxis Konrads behandelt, unterschied Hans-Werner Goetz zwei Phasen in Konrads Regierung. In einer ersten Phase, die durch „eine energievolle Politik“ geprägt war, wollte er die königlichen Rechte noch ausweiten. Seine Stellung war durch eine breite Zustimmung der Großen gefestigt. Erst die Rebellionen der werdenden Herzogsgeschlechter leiteten die zweite Phase ein und ließen Konrads Pläne scheitern und schränkten seinen Wirkungskreis auf Franken ein.
Seit dem Aufsatz von Goetz wurde König Konrad allerdings keine detailliertere Behandlung mehr gewidmet. Die Forschung ordnete Konrad eher in übergeordnete Zusammenhänge ein, ohne ihm dabei eine wegweisende Rolle zuzugestehen. Auch in der jüngsten Schulbuchgeneration ist Konrad nur noch sporadisch vertreten. Erst eine von einer Fuldaer Bürgerinitiative angestoßene wissenschaftliche Tagung im Jahr 2005 rückte Konrad wieder in den Blickpunkt. Einen „Rehabilitierungsversuch“ unternahm dabei Hans-Henning Kortüm. Nach seinem Urteil ist Konrad nicht gescheitert, sondern agierte im Gegenteil höchst erfolgreich. Das negative Konradbild beruhe zum einen auf der fehlenden Ausbildung einer Dynastie und zum anderen auf einer falschen Interpretation der berühmten Formulierung fortuna atque mores, also des negativen Resümees Widukinds. Nach Widukind soll König Konrad auf dem Sterbebett zu seinem Bruder Eberhard gesagt haben, dass ihm „fortuna atque mores“ fehlten. Während fortuna tatsächlich das im mittelalterlichen Verständnis so wandelbare Glück bezeichne, sei mores nicht, wie bisher üblich, mit Königsheil zu übersetzen, sondern eher mit dem Begriff Zeitgeist. Diese Bedeutung herrsche im Werk des Sallust vor, an dessen Stil sich Widukind generell stark orientiert habe. Die veränderte Übersetzung würde schließlich bedeuten, dass mit fortuna und mores ein Herrscherwechsel vonstattenging und der Zeitgeist (mores) sich zwangsläufig vom sterbenden König abwandte.
Im Jahr 2008 begründeten Gerd Althoff und Hagen Keller die entscheidende Schwäche für das Scheitern Konrads I. damit, „daß es dem König nicht gelang, ein personales Beziehungsnetz aufzubauen, das über den Kreis hinausreichte, mit dessen Hilfe er das Königtum übernommen hatte“.
Das Vonderau Museum veranstaltete vom 9. November 2011 bis zum 5. Februar 2012 anlässlich des 1100. Jahrestages der Wahl Konrads I. zum König die Ausstellung 911 – Königswahl zwischen Karolingern und Ottonen. Konrad I. – Herrschaft und Alltag. Dazu wurde ein Begleitband veröffentlicht.